# لا تره د فنتاوبیا
لا تره د فنتاوبیا (به اسپانیایی: La Torre de Fontaubella) یک شهرستان در اسپانیا است که در تاراگونا واقع شده‌است.

## خصوصیات
لا تره د فنتاوبیا ۷٫۱۰ کیلومترمربع مساحت و ۱۴۷ نفر جمعیت دارد و ۳۶۹ متر بالاتر از سطح دریا واقع شده‌است.